# Paul Meyner

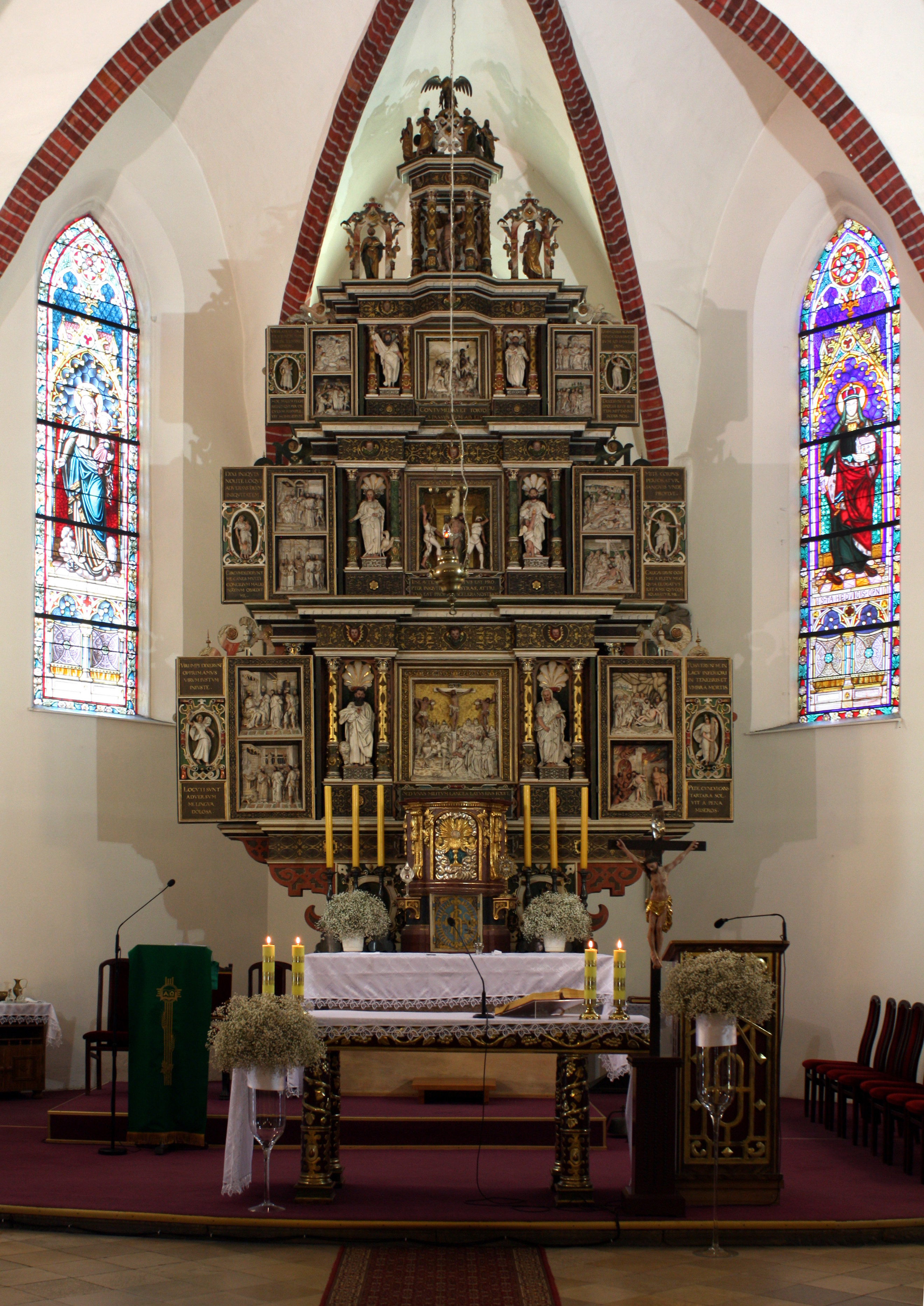
Wnętrze kościoła św. Jadwigi w Gryfowie Śląskim z ołtarzem dłuta Meynera

Paul Meyner (ur. XVI w., zm. po 1606) – śląski rzeźbiarz i snycerz czasów manieryzmu pochodzący z Marienbergu w Saksonii.   
Paul Meyner specjalizował się w rzeźbie i reliefach wykonanych w drewnie. Jego najważniejszą pracą jest ołtarz w Gryfowie Śląskim z 1606 r. Ponadto w latach 1600-10 wykonał szereg ambon i ołtarzy na Dolnym Śląsku.